# Asigliano Vercellese
Asigliano Vercellese là một đô thị ở tỉnh Vercelli trong vùng Piedmont thuộc Ý, có cự ly khoảng 60 km về phía đông bắc của Torino và khoảng 6 km về phía nam của Vercelli. Tại thời điểm ngày 31 tháng 12 năm 2004, đô thị này có dân số 1.374 người và diện tích là 26,3 km².
Asigliano Vercellese giáp các đô thị: Costanzana, Desana, Pertengo, Pezzana, Prarolo, Stroppiana, và Vercelli.